# Ngữ hệ Hmông-Miền
Ngữ hệ Hmông-Miền (còn gọi là ngữ hệ Miêu–Dao) là một ngữ hệ gồm những ngôn ngữ có thanh điệu ở miền Nam Trung Quốc và Bắc Đông Nam Á lục địa. Người nói ngôn ngữ Hmông-Miền sống chủ yếu trên vùng đồi núi Trung Quốc, tại các tỉnh Quý Châu, Hồ Nam, Vân Nam, Tứ Xuyên, Quảng Tây, và Hồ Bắc, trong khi người Hán cư ngụ trong những thung lũng thấp màu mỡ hơn. Trong 300–400 năm qua, người Hmông và người Dao đã di cư đến Thái Lan, Lào, Việt Nam, và Myanmar. Do các cuộc chiến tranh Đông Dương, nhiều người đã rời Đông Nam Á lánh nạn sang Úc, Hoa Kỳ, Guiana thuộc Pháp, và một số nước khác. Hiện có hàng ngàn người Hmông sống ở Stockton, Sacramento, Fresno, California và Minneapolis-St. Paul, Minnesota.

## Quan hệ ngôn ngữ
Ngữ tộc Hmông (Miêu) và ngữ tộc Miền (Dao) rõ ràng có quan hệ mật thiết, nhưng đồng thời cũng không bao hàm lẫn nhau. Điểm khác biệt chính giữa hai nhóm là sự phát triển âm vị học khác nhau. Nhóm Hmông giữ lại phần lớn phụ âm đầu trong ngôn ngữ nguyên thủy, nhưng lại đơn giản hóa hầu hết vận mẫu (như loại bỏ âm lướt giữa âm tiết và phụ âm cuối). Nhóm Miền, ngược lại, lưu giữ đa số vận mẫu nhưng hợp nhất nhiều phụ âm đầu.
Một số phân loại thời trước xếp hệ Hmông-Miền vào ngữ hệ Hán-Tạng. Dù tại Trung Quốc cách phân loại này vẫn thường thấy, song với cộng đồng ngôn ngữ học Tây phương, Hmông-Miền là một ngữ hệ riêng biệt. Ngữ hệ này có lẽ bắt nguồn đâu đó tại miền Trung-Nam Trung Quốc. Sự đồng thuận hiện tại là ngữ hệ này phát nguyên từ một vùng nằm giữa Trường Giang và Mê Kông, nhưng có lẽ còn bắt nguồn từ nơi xa hơn nữa về phía bắc, rồi bị đẩy xuống phương nam do sự di cư của người Hán. Thời điểm ngôn ngữ Hmông-Miền hiện diện 
được ước tính là khoảng 500 TCN theo Sagart, Blench, và Sanchez-Mazas, và chừng 2243 TCN theo Automated Similarity Judgment Program (ASJP), một thuật toán thử nghiệm để xác định niên đại tự động.
Paul K. Benedict, một học giả người Mỹ, mở rộng giả thuyết Austric để bao gồm cả ngữ hệ Hmông-Miền. Tuy vậy, giả thuyết này chưa bao giờ nhận được nhiều sự ủng hộ. Kosaka (2002) ủng hộ sự tồn tại của nhóm Miêu–Dai.

## Đặc điểm
Như nhiều ngôn ngữ miền Nam Trung Quốc, các ngôn ngữ Hmông-Miền có xu hướng đơn âm tiết và mang cú pháp phân tích. Một số ngôn ngữ trong hệ có số thanh điệu thuộc hàng nhiều nhất thế giới: tiếng Hmông Tông Địa có tận 12 thanh. Chúng nổi bật ở sự có mặt của phụ âm sonorant vô thanh và âm lưỡi gà.
Chúng có trật tự từ chủ-động-tân, với sở hữu từ và số từ đứng trước danh từ. Chúng có rất ít giới từ thực sự, kết cấu chuỗi động từ đóng thay vai trò của giới từ. Ví dụ, cụm từ "ở gần" có thể được dùng với nghĩa "trong".
Ngoài hệ thống thanh điệu phức tạp và thiếu vắng giới từ, một nét nổi bật khác là số lượng lớn phân loại từ trong những ngôn ngữ này.